# Maksym Pasjajev
Maksym Vahifovytsj Pasjajev (Oekraïens: Максим Вагіфович Пашаєв) (Krasny Loetsj, 4 januari 1988 - 12 december 2008) was een Oekraïens voetballer.
Hij was afkomstig uit de jeugdopleiding van Dnipro Dnipropetrovsk, een club die uitkomt in de Oekraïnense Vysjtsja Liha.
Maksym Pasjajev overleed op twintigjarige leeftijd ten gevolge van de verwondingen die hij als gevolg van een auto-ongeluk op de dag voor zijn overlijden had opgelopen. Hij was met zijn auto van een bevroren weg geslipt en vervolgens in een greppel beland.